# Colombières
Colombières és un municipi francès situat al departament de Calvados i a la regió de Normandia. L'any 2007 tenia 194 habitants.

## Demografia

### Població
El 2007 la població de fet de Colombières era de 194 persones. Hi havia 86 famílies de les quals 20 eren unipersonals (8 homes vivint sols i 12 dones vivint soles), 35 parelles sense fills, 23 parelles amb fills i 8 famílies monoparentals amb fills.
La població ha evolucionat segons el següent gràfic:
Habitants censats

### Habitatges
El 2007 hi havia 128 habitatges, 83 eren l'habitatge principal de la família, 37 eren segones residències i 8 estaven desocupats. 122 eren cases i 4 eren apartaments. Dels 83 habitatges principals, 66 estaven ocupats pels seus propietaris, 14 estaven llogats i ocupats pels llogaters i 3 estaven cedits a títol gratuït; 1 tenia una cambra, 6 en tenien dues, 10 en tenien tres, 16 en tenien quatre i 51 en tenien cinc o més. 56 habitatges disposaven pel capbaix d'una plaça de pàrquing. A 33 habitatges hi havia un automòbil i a 39 n'hi havia dos o més.

### Piràmide de població
La piràmide de població per edats i sexe el 2009 era:
| Homes | Edats   | Dones |
| ----- | ------- | ----- |
| 0     | 95 o +  | 4     |
| 0     | 90 a 94 | 8     |
| 4     | 85 a 89 | 4     |
| 4     | 80 a 84 | 4     |
| 4     | 75 a 79 | 12    |
| 4     | 70 a 74 | 8     |
| 8     | 65 a 69 | 4     |
| 4     | 60 a 64 | 4     |
| 0     | 55 a 59 | 4     |
| 16    | 50 a 54 | 12    |
| 8     | 45 a 49 | 4     |
| 0     | 40 a 44 | 4     |
| 8     | 35 a 39 | 4     |
| 4     | 30 a 34 | 8     |
| 20    | 25 a 29 | 0     |
| 8     | 20 a 24 | 8     |
| 8     | 15 a 19 | 4     |
| 4     | 10 a 14 | 8     |
| 4     | 5 a 9   | 0     |
| 4     | 0 a 4   | 0     |

## Economia
El 2007 la població en edat de treballar era de 115 persones, 82 eren actives i 33 eren inactives. De les 82 persones actives 69 estaven ocupades (41 homes i 28 dones) i 13 estaven aturades (4 homes i 9 dones). De les 33 persones inactives 11 estaven jubilades, 8 estaven estudiant i 14 estaven classificades com a «altres inactius».

### Ingressos
El 2009 a Colombières hi havia 89 unitats fiscals que integraven 208 persones, la mediana anual d'ingressos fiscals per persona era de 15.416 €.

### Activitats econòmiques
Dels 4 establiments que hi havia el 2007, 1 era d'una empresa de construcció, 1 d'una empresa de comerç i reparació d'automòbils, 1 d'una empresa d'hostatgeria i restauració i 1 d'una empresa financera.
L'únic servei als particulars que hi havia el 2009 era un paleta.
L'any 2000 a Colombières hi havia 18 explotacions agrícoles que ocupaven un total de 427 hectàrees.

## Poblacions més properes
El següent diagrama mostra les poblacions més properes.